# Přemysliden

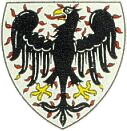
Wapen van de Přemysliden

De Přemysliden waren de dynastie van heersers van Bohemen van de 9e eeuw tot 1306 als hertogen en koningen.
De dynastie is genoemd naar de (mogelijk mythische) stichter Přemysl de Ploeger. De vroegste geschiedenis omvat mythische heersers. Deze vroegste geschiedenis is beschreven in het boek Chronica Boemorum (Kroniek van Bohemen) geschreven door Cosmas van Praag. 